# Neo-Advaita
Neo-Advaita bezeichnet die gegenwärtige Satsang-Bewegung in Abgrenzung zur traditionellen indischen philosophischen Strömung des Advaita Vedanta. Beide Strömungen vertreten eine Lehre, die ihrer Zielsetzung nach zur Erkenntnis des absoluten Seins und der Einheit von göttlicher Weltseele (sanskr. Brahman) und individueller Seele (sanskr. Atman) führen soll. Vertreter des traditionellen Advaita Vedanta wie bspw. Ramana Maharshi lehren dabei, dass Übung eine wichtige Voraussetzung für diese Erleuchtung ist. Das Neo-Advaita hingegen, wie es bspw. von Maharshis Schüler H. W. L. Poonja („Papaji“) gelehrt und im Westen popularisiert wurde, ist der Überzeugung, dass eine solche Erfahrung jederzeit schnell möglich ist.

## Herkunft
Der traditionelle Advaita-Vedanta wurde um 800 von Shankara begründet und wurde unter anderem von Ramana Maharshi gelehrt.
Durch Schüler aus der Linie von Ramana fand die Advaita Zugang in die westliche Welt und wurde/wird dort durch zahlreiche Lehrer in Satsangs wiedergegeben, bspw. von Maharshis Schüler H. W. L. Poonja („Papaji“), allerdings in anderer Interpretation als von Maharshi ursprünglich gelehrt. Dabei wurde mit der indischen Weisheitslehre oft westliche Psychologie und Philosophie verbunden. Der hierfür geschaffene, an den Begriff Advaita (sanskr. Nicht-Zweiheit) angelehnte Ausdruck „Neo-Advaita“ bezeichnet mit der griechischen Vorsilbe neo- (deutsch: neu) eine neue Form des Advaita-Vedanta. Die Abgrenzung durch die Wortneuschöpfung „Neo-Advaita“ entstand durch die Diskrepanz der Lehre der meist westlichen Satsangs zur ursprünglichen Lehre, die Anhänger des traditionellen Advaita sehen.
Eine weitere Basis für die Lehre des Neo-Advaita Vedanta wurde durch die Lehren und das Leben Ramakrishnas gelegt, die dessen Schüler Swami Vivekananda entfaltete. Über dessen Rede vor dem Parlament der Weltreligionen in Chicago 1893 kam dieser neu definierte Advaita Vedanta nach Europa und Amerika. Vivekanandas Kernthesen: (1) Der Hinduismus ist eine Religion, deren (2) zentrale Philosophie Advaita Vedanta sei. Um Advaita Vedanta als Heilsweg für die Allgemeinheit zu propagieren, gab Vivekananda den traditionellen exklusiv asketisch-brahmanischen Zugang auf. Gleichzeitig stellte er hiermit eine Richtung hinduistischer Frömmigkeit als Leitlinie für hinduistische Frömmigkeit an sich heraus. Ursprünglich ist diese jedoch mit einer streng asketischen Gruppe verbunden. Dieser Universalanspruch der neu interpretierten Form des Advaita Vedanta wurde daraufhin von weiteren Denkern aufgegriffen, um den Hinduismus im Allgemeinen zu fassen. Ein Beispiel ist hierbei Ernst Troeltsch. Weiter relativierte Vivekananda die Schriftautorität der Veden zugunsten der religiösen Erfahrung. Das Kastensystem als religiös-soziale Einrichtung wird abgelehnt. Er verweist auf die Gemeinsamkeit der Religionen (alle weisen auf Brahma hin). Die Sozialethik sei allen Menschen immanent.

## Neo-Advaita und Advaita Vedanta im Vergleich
Nach Ansicht traditioneller Vertreter des Advaita reduziert die von ihnen als "Neo-Advaita" bezeichnete Form des Advaita die ursprüngliche Lehre um wichtige Elemente.
Letztere unterscheide zwischen einem 'niederen Wissen', dem Veda und dem 'höchsten Wissen', dem Advaita selbst. Diese Unterscheidung gehe auf den Mandukya-Upanishad zurück. Nach upanischadischen und traditionellen Advaita-Lehren müsse der Schüler zunächst in der Regel Übungen wie Meditation, Bhakti und Rituale (Yajnas) ausüben, sowie ethischen Maßstäben entsprechen. Der traditionelle Dreisatz des Jnana Yoga sei hierzu Shravana (Hören der Lehre), Manana (intellektuelle Reflexion) und Nididhyasana (Meditation, inneres Ergründen, siehe Jnana-Yoga). Im Neo-Advaita seien diese Bedingungen jedoch außer Kraft gesetzt worden. Die höchste Lehre der Mahavakhyas, wie - Tat Tvam Asi (Du bist Das (Brahman/Gott)) werde direkt und unvorbereitet in Satsangs vermittelt.
Lehrer wie Shankara und Ramana betonen Techniken wie das Jnana-Yoga oder die Selbsterforschung als Hilfestellung, um die Identifizierung mit Körper und Verstand zu verlieren, was das Erscheinen der eigenen Wirklichkeit zur Folge haben kann. Der Neo-Advaita hingegen lege gesteigerten Wert auf eine Beschreibung des letzten, absoluten Zustandes, der dem Advaita-Vedanta nach durch niemanden zu erreichen sei. Die Betonung, dass niemand irgendwo hingelangen müsse und nichts erschaffen werden könne, was bereits da ist, habe zur Folge, dass im Neo-Advaita weder eine Linie zwischen dem absoluten Sein und relativem, individuellem Sein gezogen werde noch Anstrengungen seitens der Schüler unternommen würden, um diese zu überschreiten. Anstrengungen wie Meditation seien traditionellen Lehrern nach aber erforderlich, um den ruhelosen Geist durch Selbsterforschung und Hingabe vorzubereiten, um die konditionierten und angeborenen Denkbahnen (vasanas) sowie letztlich das Ego als Illusionen offenzulegen. Das Aufgeben dieser Übungen ist dem traditionellen Advaita nach erst die letzte Stufe des Übungsweges.